# Dacus mulgens
Dacus mulgens är en tvåvingeart som beskrevs av Munro 1932. Dacus mulgens ingår i släktet Dacus och familjen borrflugor. Inga underarter finns listade i Catalogue of Life.